# کنگو ایرویز
کنگو ایرویز (به انگلیسی: Congo Airways) یک شرکت هواپیمایی است که در ۲۰۱۵ میلادی تأسیس شده‌است. دفتر مرکزی کنگو ایرویز در کینشاسا، جمهوری دموکراتیک کنگو واقع شده‌است و قطب این شرکت هواپیمایی در فرودگاه ان دیلی قرار دارد.